# Боб кохає Абішолу
«Боб кохає Абішо́лу» (англ. Bob Hearts Abishola, стилізовано як BOB ❤️ ABISHOLA) — американський комедійний телесеріал, ситком, створений Чаком Лоррі, Едді Городецьки, Еланом Гіґінсом та Джиною Яшер. Номінант на прайм-тайм премію «Еммі» 2020 року (операторська робота).
У головних ролях — американський комік Біллі Гарделл і нігерійська акторка та музикантка Фолаке Оловофоєку.
Прем'єра телешоу відбулася 23 вересня 2019 року на каналі CBS. 22 жовтня 2019 року телеканал розширив перший сезон до 22-х серій, але через пандемію було знято і показано тільки 20 епізодів. 6 травня 2020 року телеканал продовжив серіал на другий сезон, прем'єра якого відбулася 16 листопада 2020 — 19 травня 2021 року. У лютому 2021 року серіал продовжений на третій сезон, який вийшов 20 вересня 2021 — 23 травня 2022 року. У січні 2022 року серіал продовжили на четвертий сезон, показ якого розпочався 19 вересня 2022 року.
Українською мовою серіал озвучений групою Dzuski, перекладачі — OliverChest і GeorgeBebo, актори — Тріна Дубовицька і Lomaev.

## Сюжет
Боб, 50-річний виробник шкарпеток із Детройта, потрапляє до лікарні після серцевого нападу. Там він знайомиться з медсестрою Абішо́лою, в яку закохується. У центрі сюжету перебувають стосунки головних героїв та їхніх «зразкових» родин — білих північноамериканських бізнесменів та темношкірих нігерійських іммігрантів.
У назві обігрується місце роботи Абішоли — кардіологічне відділення лікарні: символ ❤️ у назві серіалу можна прочитати і як «серце», і як «кохати».

## Список епізодів
| Сезон | Кількість епізодів | Прем’єрний показ  | Прем’єрний показ |
| Сезон | Кількість епізодів | Початок           | Завершення       |
| ----- | ------------------ | ----------------- | ---------------- |
| 1     | 20                 | 23 вересня 2019   | 13 квітня 2020   |
| 2     | 18                 | 16 листопада 2020 | 17 травня 2021   |
| 3     | 22                 | 20 вересня 2021   | 23 травня 2022   |
| 4     | TBA                | 19 вересня 2022   | TBA              |

## Основний акторський склад
- Біллі Гарделл — Боб (Роберт) Вілер, власник фабрики шкарпеток MaxDot у Детройті, після серцевого нападу через проблеми із зайвою вагою опиняється в кардіологічному відділенні, де знайомиться з Абішолою
- Фолаке Оловофоєку — Абішола (Абішола Болатіто Дойінсола Олуватоїн Адебамбо) — медична сестра Вудвордської меморіальної лікарні, нігерійська емігрантка, живе з сином у квартирі тітки й дядька
- Крістін Еберсоул — Дотті (Дороті) Вілер, мати Боба, Дугласа і Крістіни, вдова засновника компанії MaxDot, після інсульту живи в будинку Боба
- Метт Джонс — Дуглас Вілер, молодший брат Боба, дурноголовий віцепрезидент з кадрів у сімейній компанії
- Мерібет Монро — Крістіна Вілер, дочка Дотті, сестра-близнючка Дугласа, очільниця відділу продажів компанії MaxDot, розвелася зі своїм чоловіком після того як ударила того ножом під час сварки
- Шола Адевусі — Олу (Олуватоїн Іфедайо Олатуджи), тітка Абішоли, дружина Тунде
- Баррі Шабака Генлі — Тунде (Бабатунде Олатуджи), чоловік Олу, дядька Абішоли
- Тревіс Волф молодший — Деле Бабатунде Адебамбо, син Абішоли
- Верні Вотсон — Глорія Тайлер, медсестра, колежанка й подруга Абішоли
- Джина Яшер — Кемі, кухар у лікарні, найкраща подруга Абішоли
- Байо Акінфемі — Гудвін Адерібігбе Олаївола, працівник фабрики шкарпеток, колишній викладач економіки із Нігерії, двоюрідний брат Кофо, з яким вони часто розмовляють мовою йоруба
- Ентоні Окунгбова — Кофо (Кофоворола Омоґоріола Оланіпекун), працівник фабрики, двоюрідний брат Гудвіна
- Марілу Хеннер — Триш